# Shenyang J-XX
Lo Shenyang J-XX era un programma per un aereo da caccia stealth di quinta generazione attualmente in sviluppo in Cina ad opera dello Studio 611.
Pare sia un bireattore con configurazione alare delta canard con elevate caratteristiche di invisibilità, supercruise e maneggevolezza, complessivamente comparabile all'F-22. Il design dovrebbe trarre parzialmente ispirazione dal Mig 1.44 e dal Nortrop YF-23.
Tra le caratteristiche innovative figurerebbero un radar AESA a scansione elettronica sviluppato localmente, una stiva interna, un'interfaccia digitale e un sistema di vettori di spinta.
Il primo volo è previsto per il 2012 ma poi avvenuto anno prima  e l'entrata in servizio tra il 2017 e il 2019. La denominazione è provvisoria; alcune fonti riportano J-13, J-14 o J-20 denominazione ufficiale.